# マクシミリアン・エルンスト・フォン・エスターライヒ
マクシミリアン・エルンスト・フォン・エスターライヒ（Maximilian Ernst von Österreich, 1583年11月17日 - 1616年2月18日）は、オーストリア大公家の大公（Erzherzog）。神聖ローマ皇帝フェルディナント2世の弟。

## 生涯
内オーストリア大公カール（2世）とその妻でバイエルン公アルブレヒト5世の娘であるマリア・アンナの間の第10子、五男として生まれた。1592年、長姉アンナのポーランド王ジグムント3世への輿入れに、母とともに随行している。1606年4月25日にウィーンにおいて、皇帝ルドルフ2世が精神異常により統治不能となったため、マティアス大公がオーストリア大公家の家長となるとした宣言に、兄の内オーストリア執政フェルディナント大公、下オーストリア執政マクシミリアン（3世）大公、上オーストリア執政マティアス大公とともに共同で署名した
。
1615年、ドイツ騎士団総長を務める従兄マクシミリアン（3世）によりドイツ騎士団の騎士叙任を受け 、翌1616年にドイツ騎士団オーストリア管区長に任命された。さらに騎士団総長の後継者職である補佐司教（Koadjutor）に任命され、総長職を継ぐことが決まったが、その年のうちに33歳で死去した。遺骸はゼッカウ修道院（Abtei Seckau）内の教会堂に葬られた。